# Barbara Bach
Barbara Ann Goldbach (Queens, Nueva York, 27 de agosto de 1947), conocida artísticamente como Barbara Bach, es una modelo y actriz estadounidense con ascendencia europea. Fue la chica Bond de la película La espía que me amó. Está casada con quien fue baterista de The Beatles, Ringo Starr.

## Biografía
Es hija de padre judío y madre católica irlandesa. Finalizó sus estudios y se graduó en 1964 en el Dominican Commercial High School de Queens, Nueva York, un año después comenzó una meteórica carrera como modelo, alcanzando el rango de top-model a los 18 años en su natal América. Su juventud, su belleza, su naturalidad,  atrajeron a la famosa agencia Ford Models. Su rostro comenzó a ser frecuente en catálogos y revistas de moda, especialmente en la revista Seventeen (1965 y 1966). Se convirtió en una super modelo en los años 60 y 70 (con unas medidas de 90-60-90, una figura perfecta), protagonizando portadas para Vogue USA (julio de 1966), ELLE Francia (1966), Gioia  Italia (1967-1970). Conoció a un industrial italiano, Augusto Gregorini, con quien contrajo matrimonio en 1966 y se trasladó a vivir a Roma. Barbara hizo distintos papeles en películas italianas, empezando por su debut con un pequeño papel en La Odisea 1968 (Las aventuras de Ulises) de Dino de Laurentis, también intervino en Mio padre Monsignore, La tarantola dal ventre nero, Bambole di vetro, Il maschio ruspante, Paolo il caldo y L'ultima chance. Se separó de Augusto Gregorini en 1975 y regresó a los Estados Unidos, consiguiendo el divorcio legalmente en 1978.
Barbara Goldbach hizo una prueba para el productor-director Tony Richardson para una futura película. Pero esa película nunca llegó a hacerse. Sin embargo en 1976, el productor de Bond "Cubby" Broccoli casualmente la vio en ese vídeo y se quedó impresionado. «Creo [dijo Broccoli] que he estado buscando durante toda mi vida una actriz que tenga esa forma de mirar tan peculiar como Barbara Bach». Y fue entonces en 1977, el papel de Barbara como Anya Amasova (Agente XXX) en la película La espía que me amó (The Spy Who Loved Me) el que la catapultó a la fama internacional y la convirtió en un símbolo sexual. Su papel es considerado el más importante que se ha creado para cualquier chica Bond protagonista. Su papel en la película dio pie a la creación de una muñeca que tuvo mucho éxito (una figura de acción tipo madelman dentro de una colección de muñecas y cochecitos del merchandising promocionando esta película). Barbara tenía 27 años, tenía un bellísimo rostro y un cuerpo de infarto, pero fue su saber estar y su talento lo que atrajo al productor Cubby Broccoli.
En 1978 Barbara interpretó a una guerrera yugoslava llamada Marizza en Fuerza 10 de Navarone (interviniendo también en esta película Edward Fox, Harrison Ford y Robert Shaw) una continuación de la historia de Los cañones de Navarone, teniendo Barbara un papel destacado.
En 1978-79 la exitosa serie de TV Los ángeles de Charlie estaba buscando una sustituta para Kate Jackson (Sabrina en la serie). Más de mil bellezas, modelos y actrices se presentaron para el papel, después de meses y meses de pruebas y más pruebas solo dos favoritas quedaron finalmente: Barbara Bach y Shelley Hack. El 13 de abril de 1979, el New York Daily News y muchas revistas del mundo informaron que Barbara Bach era el nuevo Ángel de Charlie, incluso la prestigiosa revista española ¡Hola! lo anunció en portada, sin embargo fue rechazada en la última prueba por los productores por resultar demasiado sofisticada y europea para el papel.

## Vida personal
Barbara Bach contrajo primeras nupcias con Augusto Gregorini en 1966, un empresario italiano que había conocido meses antes en un vuelo en avión. De esta unión nacieron dos hijos, Francesca (en 1968) y Gianni (en 1972). En la actualidad, Francesca Gregorini se dedica a la música y cine. Bach y Gregorini se divorciaron en 1978.
Ringo Starr conoció a Bach en 1980 en México, durante la filmación de la cinta El cavernícola (Caveman). Se enamoraron al instante. Ringo siempre dijo que lo suyo con Barbara fue un auténtico flechazo. El 27 de abril de 1981 contrajeron matrimonio. Desde mediados de los años 1980, Bach ha estado inactiva tanto como modelo como actriz. En los últimos años se ha dedicado a acompañar a Ringo en sus actuaciones y a participar en obras sociales y de caridad, como la lucha contra el SIDA y la fundación "El ángel rumano" que fue fundada por ella y por las otras tres esposas de los Beatles, Olivia Harrison, Linda McCartney y Yoko Ono.